# Rataja
Rataja je naseljeno mjesto u općini Foči, Republika Srpska, BiH. Nalazi se južno od prometnice Sarajevo - Trnovo - Foča. Susjedna sela su Poljice, Jeleč, Ocrkavlje i Miljevina, a sjeveno su rudnici.
Godine 1962. godine pripojena je naselju Miljevini. (Sl.list NRBiH, br.47/62).

## Povijest
Rataji su poznati kao gnijezdo feudalne porodice Čengića. U selu je spomenik srednjovjekovne kršćanske sakralne arhitekture. To je kockasta grobna komora (cubiculum). Isklesan je u stancu kamenu jedne velike hridine, koja se na osamljenom prostoru čini kao da je nikla iz zemlje. Visine je nešto više od čovjeka. U unutrašnjost stijene i komore ulazi se kroz mala vrata na luk visine 1,75 m i širine 0,70 m. U komori su dva bitna elementa. Na dnu u stijeni je šiljasti arkosol i pred njim četvrtasta raka, danas zatrpana zemljom i bez poklopne ploče. To je kripta, hypogaeum. Oblikom i namjenom podsjeća na rano kršćanstvo. Šiljasti luk arkosola, što je osobina gotike i zapadnog kršćanstva, ukazuje na mlađe doba. Obje osobine ukazuju da je kripta iz srednjega vijeka.
Iznikla stijena se nalazi s druge strane puta gdje je srpsko pravoslavno groblje a u neposrednoj blizini porodičnog groblja porodice Čengić.Lokalitet na kom se nalazi stijena kao i muslimansko groblje su registrovani kod Komisije za očuvanje nacionalnih spomenika ( Objavljeno "Službenom glasniku BiH", broj 33/04.) kao Arheološko područje Rataje u Ratajama kod Miljevine i proglašeno je nacionalnim spomenikom Bosne i Hercegovine. Ovo područje uključuje ruševine džamije uz istočnu stranu stijene, ostatke starije strukture uz zapadnu stranu stijene. Južno od stijene je staro mezarje porodice Čengić, a sjeverno su temelji osmokutnog turbeta i objekta s usmjerenjem sjeverozapad-jugoistok.   Iznad ulaza u kriptu ćirilićni je natpis „A se pisa 1492.  leta Radonja.“ Prekriven je žbukom, kao da ga je netko želio sakriti. Nastao je u vrijeme izrade ćelije, a ne u vrijeme klesanja grobnice, koja je znatno starija. Prema predaji pored kripte bio je samostan koji je podignut najkasnije u 9. stoljeću. U 16. stoljeću srušili su ga Turci. Na južnom dijelu samostanskog zemljišta sagradili su malu drvenu džamiju, dimenzija 9 m x 9 m. Džamija je stradala u hercegovačkom ustanku 1875. godine. Zapaljena je i nikada nije obnovljena. Pored džamije je staro muslimansko groblje koje se obnavlja. U njemu je i danas i nekoliko skorašnjih humaka.

## Poznate osobe
- Husnija Čengić, hrvatski književnik iz BiH

## Stanovništvo
| Narod     | Popis 1961. |
| --------- | ----------- |
| Hrvati    |             |
| Muslimani | 52          |
| Srbi      | 208         |
| ostali    | 2           |
| Ukupno    | 262         |